# 산-염기 반응
산-염기 반응(영어: Acid–base reaction)은 산과 염기 사이에 일어나는 화학 반응을 말한다. 화학에서는 산과 염기에 대한 반응 메커니즘의 여러 이론적 틀인 산염기 이론이 존재하며, 이 중 대표적으로 브뢴스테드-로우리 산염기 이론이 있다. 이 이론들은 기체나 액체 등의 산-염기 반응들을 분석할 때 중요하게 이용된다. 산-염기 반응 이론들은 서로의 개념들을 상호 보완하는 관계에 있는 것으로 생각하면 산-염기 반응의 이해에 도움이 된다.

## 정의의 요약
스반테 아레니우스
아레니우스의 정의에 따르면 산 염기 반응은 수용액 상태에서의 중화 반응을 의미한다
요하네스 니콜라우스 브뢴스테드, 로우리
브뢴스테드-로우리의 정의에 따르면 산 염기 반응은 아레니우스의 정의에 따른 개념을 넘어 수용액 이외의 상태에서 일어나는 반응에 대해서도 설명할 수 있다.
길버트 뉴턴 루이스
루이스의 정의에 따르면 산 염기 반응은 아레니우스의 정의와 브뢴스테드-로우리의 정의에 따른 개념을 넘어 반응이 진행된 후의 결과물이 배위공유결합(전자쌍을 갖고 있는 어느 한 입자가 다른 입자의 비어있는 전자쌍 자리에 들어가 결합을 형성함)으로 만들어지는 반응을 말한다.
예를 들면 다음과 같다.
{\displaystyle NH_{3}+BF_{3}\longrightarrow NH_{3}BF_{3}}
위와 같은 반응에서 질소(N)은 플루오린화 붕소의 중심원자 붕소(B)에게 전자쌍을 주게 된다. 여기서 암모니아는 루이스 염기이고, 플루오린화 붕소는 루이스 산이며, 위 반응은 루이스의 정의에 따라 산-염기 반응 중 하나라고 볼 수 있다.
참고로, 배위결합이 아니라, 물질간에 전자를 잃고 얻는 반응이 발생했다면 그건 산염기 반응이 아니라 산화-환원 반응이다.

## 산염기 정의의 변화

### 역사적 발전
산-염기 반응에 대한 개념은 1754년 기욤프랑수아 루엘에 의해 처음 구상되었다. 그는 화학에서 산과 반응하여 고체 물질(염)을 생성하는 물질을 설명하기 위해 "염기"라는 개념을 도입하였다.

#### 라부아지에의 산 산소 이론
산과 염기에 대한 최초의 과학적 개념은 1776년 라부아지에에 의해 제기되었다. 당시 라부아지에의 강산에 대한 지식은 HNO
3(질산), H
2SO
4(황산)과 같은 옥소산들로 제한되어 있었는데, 이것들은 강한 산화 상태의 중심 원자가 산소로 둘러싸인 형태를 가지고 있었고, 그리고 그는 할로젠화수소산(HF, HCl, HBr, HI)의 실제 구성을 알지 못했기 때문에 그는 산을 산소 보유를 기준으로 정의했다. 이 라부아지에의 정의는 험프리 데이비가 1810년에 저술한 글과 그 후속 강의에 의해서 황화수소(H
2S), 텔루르화수소(H
2Te), 할로젠화수소가 산소를 가지지 않음을 증명할 때까지 약 30년간 유지되었다. 그러나 험프리 데이비는 "산도는 일정한 기본 물질에 의존하지 않고 다양한 물질의 독특한 배열에 의해서 이루어진다"는 결론을 내리면서, 산-염기 반응에 대한 새로운 이론을 정립하지는 못하였다.

#### 리비히의 산 수소 이론
1838년, 유스투스 폰 리비히는, 산은 수소가 금속으로 대체될 수 있는 수소 화합물이라는 이론을 제안했다. 이 재정의는 유기산의 화학적 구성에 대한 본인의 광범위한 연구를 기반으로 하며 험프리 데이비의 산 산소 이론을 산 수소 이론으로 대체하였다. 리비히의 정의는 경험적으로 정립된 것이지만, 아레니우스의 정의가 새로이 채택될 때까지 약 50년간 사용되었다.

### 아레니우스 정의
분자에서 산과 염기에 대한 최초의 현대적 정의는 스반테 아레니우스에 의해 제시되었다. 그는 프레드릭 빌헬름 오스트발트와 함께 수용액에서의 이온의 존재를 확립한 이전 연구로부터 자신의 산 수소 이론을 정립하였으며, 1903년 아레니우스는 노벨화학상을 수상하였다.
아레니우스의 정의에 따르면, 아레니우스 산은 물에서 이온화되어 수소 이온(H+)을 생성하는 물질이다. 즉 산은 수용액에서 H+ 이온의 농도를 증가시킨다.
이는 물의 양성자화를 일으키거나, 또는 하이드로늄 이온 (H
3O+
)을 생성시킨다. 그러므로 현대에는 H+ 기호가 H
3O+
의 약어로 해석된다. 왜냐하면 순수한 양성자는 수용액에서 유리기로 존재하지 않는다는 것이 알려졌기 때문이다. 이는 용액의 산도 또는 염기도를 측정할 때 pH 지시약으로 측정되는 것이다.
아레니우스 염기는 물에서 해리되어 수산화물(OH-) 이온을 생성하는 물질이다. 즉 염기는 수용액에서 OH- 이온의 농도를 증가시킨다.
산도와 알칼리도에 대한 아레니우스의 정의는 수용액 상태만으로 조건이 제한되며, 대부분의 비 수용액에서는 유효하지 않으며 용매 이온의 농도를 나타낸다.  
산과 염기가 반응하여 물을 생성하고 그 각각의 특성을 잃는 반응을 중화 반응이라 한다. 중화 반응을 통해서 산과 염기 물질이 반응하여 물과 염을 생성한다.
{\displaystyle {\text{acid}}\ +\ {\text{base}}\ \longrightarrow \ {\text{salt}}\ +\ {\text{water}}}
이런 표현에서 산-염기 중화 반응은 이중치환반응으로 공식화된다. 예를 들어 염산(HCl)과 수산화 나트륨(NaOH) 용액이 반응하면 염화 나트륨(NaCl)과 물 분자가 생성된다.
{\displaystyle {\ce {HCl_{(aq)}{}+ NaOH_{(aq)}-> NaCl_{(aq)}{}+ H2O}}}
이 화학 반응식의 수정자(aq)는 명시적으로 포함되어 있지 않고, 반응 식 내에 함축적으로 존재한다. 이는 물질들이 물에 용해되었음을 나타낸다. HCl, NaOH, NaCl 이 세 가지 물질은 모두 순수한 화합물로 존재할 수 있지만, 수용액에서는 이온 상태인 H+
, Cl−
, Na+
 OH−
로 완전히 해리된다.

## 같이 보기
- 산–염기 적정
- 탈양성자화
- 전자 배열
- 루이스 전자점식
- 친핵성 치환
- 중화 반응
- 양성자화
- 산화·환원 반응